# 地理信息系统

一個結合Google和網頁功能的地理資訊系统範例架構圖

地理資訊系统（英語：Geographic Information System）是一门综合性学科，结合地理学与地图学，已经广泛的应用在不同的领域，是用于输入、存储、查询、分析和显示地理数据的计算机系统，可以分为以下五部分：
- 人员，是GIS中最重要的组成部分。开发人员必须定义GIS中被执行的各种任务，开发处理程序。熟练的操作人员通常可以克服GIS软件功能的不足，但是相反的情况就不成立。最好的软件也无法弥补操作人员对GIS的一无所知所带来的副作用。
- 数据，精确可用的数据可以影响到查询和分析的结果。
- 硬件，硬件的性能影响到处理速度，使用是否方便及可能的输出方式。
- 软件，不僅包含GIS软件，还包括各种資料庫，绘图、统计、影像处理及其它程序。
- 过程，GIS要求明确定义，一致的方法来生成正确的可验证的结果。

GIS属于信息系统的一类，不同在于它能运作和处理地理参照数据。地理参照数据描述地球表面（包括大气层和较浅的地表下空间）空间要素的位置和属性，在GIS中的两种地理数据成分：空间数据，与空间要素几何特性有关；属性数据，提供空间要素的信息。
地理資訊系统（GIS）與全球卫星导航系统（GNSS）、遙測（RS）合稱3S。
一个地理信息系统是一种具有信息系统空间专业形式的数据管理系统。在严格的意义上，这是一个具有集中、存储、操作、和显示地理参考信息的计算机系统。例如，根据在数据库中的位置对数据进行识别。实习者通常也认为整个GIS系统包括操作人员以及输入系统的数据。
地理信息系统技术能够应用于科学调查、资源管理、财产管理、发展规划、绘图和路线规划。例如，一个GIS系统能使应急计划者在自然灾害的情况下比较容易地计算出应急反应时间，或利用GIS系统来发现那些需要保护的湿地。

## 發展的歷史

### 源流
- 18世紀，地形圖繪製的現代勘測技術得以實現，同時還出現了專題繪圖的早期版本，例如：科學方面或人口普查資料。約翰·斯諾在1854年，用點來代表個例，描繪了倫敦的霍亂疫情，這可能是最早使用地理方法的疫情图。他對霍亂分佈的研究指向了疾病的來源----一個位於霍亂疫情爆發中心區域百老匯街的被污染的公共水泵。約翰·斯諾將泵斷開，終止了疫情爆發。
- 20世紀初期將圖片分成層的“照片石印術”得以發展。它允許地圖被分成各圖層，例如一個層表示植被，而另一層表示水。這技術特別用於印刷輪廓 - 繪製，這是一個勞力集中的任務，但它們有一個單獨的圖層意味著他們可以不被其他圖層上的工作混淆。這項工作最初是在玻璃板上繪製，後來，塑料薄膜被引入，具有更輕、使用較少的存儲空間、柔韌等優勢。當所有的圖層完成，再由一個巨型處理攝像機結合成一個圖像。彩色印刷引進後，層的概念也被用於創建每種顏色單獨的印版。儘管後來層的使用成為當代地理信息系統的主要典型特徵之一，剛才所描述的攝影過程本身並不被認為是一個地理信息系統 - 因為這個地圖只有圖像而沒有附加的屬性數據庫。
- 60年代早期，在核武器研究的推動下，計算機硬件的發展導致通用計算機“繪圖”的應用。

### 产生
- 1967年，世界上第一個真正投入應用的地理信息系統由聯邦林業和農村發展部在加拿大安大略省的渥太華研發。羅傑·湯姆林森博士開發的這個系統被稱為加拿大地理信息系統（ CGIS），用於存儲、分析和利用加拿大土地統計局（CLI，使用的1：50000比例尺，利用關於土壤、農業、休閒、野生動物、水禽、林業和土地利用的地理信息，以確定加拿大農村的土地能力。）收集的數據，並增設了等級分類因素來進行分析.CGIS是“計算機製圖”應用的改進版，它提供了覆蓋、資料數字化/掃描功能。它支持一個橫跨大陸的國家坐標系統，將線編碼為具有真實的嵌入拓撲結構的“弧”，並在單獨的文件中存儲屬性和區位信息。由於這一結果，湯姆林森被稱為“地理信息系統之父“，尤其是因為他在促進收斂地理數據的空間分析中對覆蓋的應用.CGIS一直持續到20世紀70年代才完成，耗時太長，因此在其發展初期，不能與如鷹這樣的銷售各種商業地圖應用軟件的供應商競爭.CGIS一直使用到20世紀90年代，並在加拿大建立了一個龐大的數字化的土地資源數據庫。它被開發為基於大型機的系統以支持一個在聯邦和省的資源規劃和管理。其能力是大陸範圍內的複雜數據分析.CGIS未被應用於商業。微型計算機硬件的發展使得象ESRI和CARIS那樣的供應商成功地兼併了大多數的CGIS特徵，並把對空間和屬性信息的分離的第一種世代方法與對組織的屬性數據的第二種世代方法引入數據庫結構。

### 发展
- 20世紀80年代和90年代產業成長刺激了應用了GIS的UNIX工作站和個人計算機飛速增長。至20世紀末，在各種系統中迅速增長使得其在相關的少量平台已經得到了鞏固和規範。並且用戶開始提出了在互聯網上查看GIS數據的概念，這要求數據的格式和傳輸標準化。

## GIS中使用的技术

### 从不同来源得到相关信息
如果能将你所在州的降雨和你所在县上空的照片联系起来，就可以判断出哪塊湿地在一年的某些时候会乾涸。一个GIS系统就能够进行这样的分析，它能够将不同来源的信息以不同的形式应用。对于源数据的基本要求是确定变量的位置。位置可能由经度、纬度和海拔的x，y，z坐标来标注，或是由其他地理编码系统比如ZIP码，又或是高速公路英里标志来表示。任何可以定位存放的变量都能被反馈到GIS。一些政府机构和非政府组织正在生产制作能够直接访问GIS的计算机数据库。可以将地图中不同类型的数据格式输入GIS。GIS系统同时能将不是地图形式的数字信息转换可识别利用的形式。例如，通过分析由遥感生成的数字卫星图像，可以生成一个与地图类似的有关植被覆盖的数字信息层。
同样，人口调查或水文表格数据也可在GIS系统中被转换成作为主题信息层的地图形式。

### 資料展現
GIS数据以数字数据的形式表现了现实世界客观对象（公路、土地利用、海拔）。现实世界客观对象可被划分为两个抽象概念：离散对象（如房屋）和连续的对象领域（如降雨量或海拔）。这二种抽象体在GIS系统中存储数据主要的二种方法为：栅格（网格）和矢量。
栅格（网格）数据由存放唯一值存储单元的行和列组成。它与栅格（网格）图像是类似的，除了使用合适的颜色之外，各个单元记录的数值也可能是一个分类组（例如土地使用状况）、一个连续的值（例如降雨量）或是当数据不是可用时记录的一个空值。栅格数据集的分辨率取决于地面单位的网格宽度。通常存储单元代表地面的方形区域，但也可以用来代表其它形状。栅格数据既可以用来代表一块区域，也可以用来表示一个实物。
矢量数据利用了几何图形例如点、线（一系列点坐标），或是面（形状决定于线）来表现客观对象。例如，在住房细分中以多边形来代表物产边界，以点来精确表示位置。矢量同样可以用来表示具有连续变化性的领域。利用等高线和不规则三角形格网（TIN）来表示海拔或其他连续变化的值。TIN的记录对于这些连接成一个由三角形构成的不规则网格的点进行评估。三角形所在的面代表地形表面。
利用栅格或矢量数据模型来表达现实既有优点也有缺点。栅格数据设置在面内所有的点上都记录同一个值，而矢量格式只在需要的地方存储数据，这就使得前者所需的存储的空间大于后者。对于栅格数据可以很轻易地实现覆盖的操作，而对于矢量数据来说要困难得多。矢量数据可以像在传统地图上的矢量图形一样被显示出来，而栅格数据在以图象显示时显示对象的边界将呈现模糊状。
除了以几何向量坐标或是栅格单元位置来表达的空间数据外，另外的非空间数据也可以被存储。在矢量数据中，这些附加数据为客观对象的属性。例如，一个森林资源的多边形可能包含一个标识符值及有关树木种类的信息。在栅格数据中单元值可存储属性信息，但同样可以作为与其他表格中记录相关的标识符。

### 資料采集
数据采集——向系统内输入数据——它占据了GIS从业者的大部分时间。有多种方法向GIS中输入数据，在其中它以数字格式存储。
印在纸或聚酯薄膜地图上的现有数据可以被数字化或扫描来产生数字数据。数字化仪从地图中产生向量数据作为操作符轨迹点、线和多边形的边界。扫描地图可以产生能被进一步处理生成向量数据的光栅数据。
测量数据可以从测量器械上的数字数据收集系统中被直接输入到GIS中。从全球定位系统（GPS）——另一种测量工具中得到的位置，也可以被直接输入到GIS中。
遥感数据同样在数据收集中发挥着重要作用，并由附在平台上的多个传感器组成。传感器包括摄像机、数字扫描仪和激光雷达，而平台则通常由航空器和卫星构成。现在大部分数字数据来源于图片判读和航空照片。软拷贝工作站用来数字化直接从数字图像的立体象对中得到的特征。这些系统允许数据以二维或三维捕捉，它们的海拔直接从用照相测量法原理的立体象对中测量得到。现今，模拟航空照片先被扫描然后再输入到软拷贝系统，但随着高质量的数字摄像机越来越便宜，这一步也就可被省略了。卫星遥感是空间数据的另一个重要来源。这里卫星使用不同的传感器包来被动地测量从主动传感器如雷达发射出去的电磁波频谱或无线电波的部分的反射系数。遥感收集可以进一步处理来标识感兴趣的对象和类例如土地覆盖的光栅数据。
除了收集和输入空间数据之外，属性数据也要输入到GIS中。对于向量数据，这包括关于表现在系统中的对象的附加信息。
输入数据到GIS中后，通常还要编辑，来消除错误，或进一步处理。对于向量数据必须要“拓扑正确”才能进行一些高级分析。比如说，在公路网中，线必须与交叉点处的结点相连。像反冲或过冲的错误也必须消除。对于扫描的地图，源地图上的污点可能需要从生成的光栅中消除。例如，污物的斑点可能会把两条本不该相连的线连在一起。

### 資料操作
GIS可以通过执行数据重构来把数据转换成不同的格式。例如，GIS可以通过在具有相同分类的所有单元周围生成线，同时决定单元的空间关系，如邻接和包含，来将卫星图像转换成向量结构。
由于数字数据以不同的方法收集和存储，两种数据源可能会不完全兼容。因此GIS必须能够将地理数据从一种结构转换到另一种结构。

### 投影系統，坐标系統与轉換
财产所有权地图与土壤分布图可能以不同的比例尺显示数据。GIS中的地图数据必须能被操作以使其与从其它地图获得的数据对齐或相配合。在数字数据被分析前，它们可能得经过其它一些将它们整合进GIS的处理，比如，投影与坐标变换。地球可以用多种模型来表示，对于地球表面上的任一给定点，各个模型都可能给出一套不同的坐标（如纬度，经度，海拔）。最简单的模型是假定地球是一个理想的球体。随着地球的更多测量逐渐累积，地球的模型也变得越来越复杂，越来越精确。事实上，有些模型应用于地球的不同区域以提供更高的精确度（如北美坐标系统，1983-NAD83-只适合在美国使用，而在欧洲却不适用）。
投影是制作地图的基础部分，它是从地球的一种模型中转换信息的数学方法，它将三维的弯曲表面转换成二维的媒介（比如纸或电脑屏幕）。不同类型的地图要采用不同的投影投影系统，因为每种投影系统有其自身的合适的用途。比如一种可以精确反映大陆形状的投影会歪曲大陆的相对尺寸（翻译的是英文的维基百科）

### GIS空间分析
空间分析能力是GIS的主要功能，也是GIS与计算机制图软件相区别的主要特征。空间分析是从空间物体的空间位置、联系等方面去研究空间事物，以及对空间事物做出定量的描述。一般地讲，它只回答What（是什么？）、Where（在哪里？）、How（怎么样？）等问题，但并不（能）回答Why（为什么？）。空间分析需要复杂的数学工具，其中最主要的是空间统计学、图论、拓扑学、计算几何等，其主要任务是对空间构成进行描述和分析，以达到获取、描述和认知空间数据；理解和解释地理图案的背景过程；空间过程的模拟和预测；调控地理空间上发生的事件等目的。
空间分析技术与许多学科有联系，地理学、经济学、区域科学、大气、地球物理、水文等专门学科为其提供知识和机理。
除了GIS软件捆绑空间分析模块外，目前也有一些专用的空间分析软件，如GISLIB、SIM、PPA、Fragstats、GeoDa、SatScan、Geodetector等。

#### 数据建模
将湿地地图与在机场、电视台和学校等不同地方记录的降雨量关联起来是很困难的。然而，GIS能够描述
地表、地下和大气的二维三维特征。
例如，GIS能够将反应降雨量的雨量线迅速制图。
这样的图称为雨量线图。通过有限数量的点的量测可以估计出整个地表的特征，这样的方法已经很成熟。一张二维雨量线图可以和GIS中相同区域的其它图层进行叠加分析。

#### 拓扑建模
在过去的35年，在湿地边上有没有任何加油站或工厂经营过？有没有任何满足在2英里内且高出湿地的条件的这类设施？GIS可以识别并分析这种在数字化空间数据中的空间关系。这些拓扑关系允许进行复杂的空间建模和分析。地理实体间的拓扑关系包括连接（什么和什么相连）、包含（什么在什么之中）、还有邻近（两者之间的远近）。

#### 网络建模
如果所有在湿地附近的工厂同时向河中排放化学物质，那么排入湿地的污染物的数量要多久就能达到破坏环境的数量？GIS能模拟出污染物沿线性网络（河流）的扩散的路径。诸如坡度、速度限值、管道直径之类的数值可以纳入这个模型使得模拟得更精确。网络建模通常用于交通规划、水文建模和地下管网建模。

## GIS軟件
地理信息只是一堆數字紀錄，需要有合適的軟件去把它表示出來；與此同時，地理信息數據庫的建立，亦有賴合適軟件的幫助，把地理數據信息化。現時在工商界方面的市場普遍被兩大地理資訊系統巨頭ESRI及MapInfo所壟斷，但他們亦能夠提供一套整全的地理資訊系統，以供客戶使用。政府及軍方機構往往用到特別打造的軟件，例如開源的GRASS或其他專門的系統，以配合他們的特殊需要。雖然現時有不少自由的閱覽GIS資料的工具，一般大眾可以輕易取得的地理信息，還得依靠Google Earth或微軟的Virtual Earth之類的系統。這些系統所提供的資料更往往過於地域中心，例如：你可以清楚找到一個位於美國偏遠小鎮的停車位，但卻不能看得清楚一條位於首爾江南區的大街。

### 互聯網連結編程界面
在互聯網服務普及的今天，不少地理資訊系統都提供編程界面，讓用戶通過這些界面及其系統建立各自的地理資訊信息頁面。這些編程界面，有利用VBA或JavaScript的。讓用戶很容易就可以获取衛星圖片或地圖的連結頁面，甚至加上行車路線或地理位置等信息。

### 移動GIS
通過與流動裝置的結合，地理資訊系統可以為用戶提供即時的地理信息。一般汽車上的導航裝置都是結合了衛星定位設備（GPS）和地理資訊系統（GIS）的複合系統；在香港曾經很流行的地圖王，則是一套可以安裝在PDA或手提電話上的即時地圖系統。

#### 汽車導航
汽車導航系統是地理資訊系統的一個特例，它除了一般的地理資訊系統的內容以外，還包括了各條道路的行車及相關信息的數據庫。這個數據庫利用矢量表示行車的路線、方向、路段等信息，又利用网络拓扑的概念來决定最佳行走路線。地理数据文件（GDF）是为导航系统描述地图数据的ISO标准。汽车导航系统组合了地图匹配、GPS定位和来计算车辆的位置。地图资源数据库也用于航迹规划、导航，并可能还有主动安全系统、辅助驾驶及位置定位服务（Location Based Services, LBS）等高级功能。汽车导航系统的数据库应用了地图数据库管理。

### 開源GIS軟件

#### gvSIG
gvSIG是一个基于JAVA的桌面地理信息系统，同时也是开发地理資訊系统一个强有力的工具。它包含许多功能如空间数据分析，地图编辑，Map设计等。gvSIG得到了西班牙一些政府和公司的参与并基于GNU/GPL许可证发布。gvSIG能够很好得工作在Windows和Linux平台之上。gvSIG支持其它GIS系统经常使用到的一些空间数据标准格式（shapefile,DXF,DWG,DGN,ECW,MrSID,TIFF,JPG2000, KML, GML等）。gvSIG遵循OGC（Open Geospatial Consortium）标准，这意味着它能够读取本地数据也能够通过WMS、WFS、WCS读取远程数据。

#### QGIS
QGIS（原稱Quantum GIS）是一個自由軟體的桌面GIS軟體。它提供資料的顯示、編輯和分析功能。

## GIS的发展
许多学科受益于地理信息系统技术。活跃的地理信息系统市场导致了GIS组件的硬件和软件的低成本和持续改进。这些发展反过来推动这项技术在科学、政府、企业和产业等方面更广泛的应用，应用包括房地产、公共卫生、犯罪地图、国防、可持续发展、自然资源、景观建筑、考古学、社区规划、运输和物流。地理信息系统也分化出定位服务（LBS）。LBS使用GPS通过所在地与固定基站的关系用移动设备显示其位置（最近的餐厅，加油站，消防栓），移动设备（朋友，孩子，一辆警车）或回传他们的位置到一个中央服务器显示或作其他处理。随着GPS功能与日益强大的移动电子（手机、pda、笔记本电脑）整合，这些服务继续发展。

### OGC标准
开放地理联合会是一个参与一致进程以开发公开地理处理规格的384家公司、政府机构、大学和个人组成的国际行业联合会。由OpenGIS规格定义的开放接口和协议，支持可交互操作的解决方案，网络、无线和定位服务和主流IT。让复杂的空间信息和服务在各种应用可以被授权技术开发人员使用。开放地理联合会协议包括网络地图服务WMS和网络功能服务WFS。地理信息系统由OGC产品划分为两大类型，基于遵循OGC规格的完整准确的软件。地理信息系统技术标准促进GIS工具进行交流。兼容的产品是符合OpenGIS规范的软件产品。当一个产品经过测试，并通过OGC测试项目证明是兼容的，这个产品就在这个地点上自动注册为“兼容”。现实软件产品，即实现OpenGIS规格但还没有通过兼容测试的软件产品。合规测试不可作用于所有的规格。开发者可以注册他们的产品为实施草案或经核准的规范，而OGC有权审查和确认每个条目。

### WEB地图
近些年，地图应用爆炸性的蔓延于网站，如谷歌地图和Bing地图。这些网站使公众获取了大量的地理数据。他们中的一部分，像谷歌地图和OpenLayers，公布了API使得用户能够创建自定义的应用。这些工具包一般提供街道地图/天线/卫星图像、地理编码、搜索和路由的功能。其他出版网络上的地理信息的应用包括Cadcorp的GeognoSIS、ESRI的ArcIMS服务器、谷歌地球、谷歌融合表和开源的替代品MapServer，Mapnik和GeoServer。

### 全球气候变化、历史及预测
地图通常被用于探索地球和开发利用其资源。地理信息系统技术，作为一个扩展的地图科学，提高了工作效率和传统地图的分析能力。现在，当科学界识别影响气候变化的人为活动的环境后果时，地理信息系统技术正在成为一个理解环境随时间变化的影响基本的工具。地理信息系统技术使各种来源的资料能够与现有地图和来自地球观测卫星的最新信息随着气候变化模型的输出结合。这可以在复杂的自然系统帮助了解气候变化带来的影响。其中一个经典的例子就是对北极冰层融化的研究。一个地理信息系统的结合卫星图像的地图形式的输出让研究人员以从所未有的方式查看他们的研究对象。这些照片对于传输气候变化效果给非科学工作者也是非常重要的

## 地理空間语义学
從语义网衍生出的相關工具和技术被证明在信息系统的数据集成问题中十分有用。这种技术被認為能夠促进GIS应用之间的互操作性和数据再利用，也可成為一個新的分析途徑。
本體論遵循在給定领域下，各概念以及其關聯的數據化規範，是此領域的关键组成部分，使GIS能专注于一个的数据的意义，而不是它的语法或结构。與GIS应用相關的領域开发了試驗性的本体工程，例如由英国地形测量局开发的水文本体工程和美国太空總署噴射推進实验室开发的SWEET本体工程。此外，万维网联盟地理培育組（W3C Geo Incubator Group）正在推出較简单的本体和语义元数据标准，以便在网络上呈現地理空间数据。

## 社会
随着GIS在决策中的普及，学者们已经开始审议地理信息系统的社会影响。有人认为，地理信息的生产、分配、利用和表述的很大程度上与社会环境有关。其他相关议题包括版权、隐私和审查的讨论。较为乐观的GIS社会应用是将它作为一个公众参与的工具来应用。
就业方向大概分为：应用和开发。应用主要包括：gis数据处理与分析，遥感图像处理与分析以及测量等相关内容，开发主要可以分为：底层开发、二次开发、web开发等，从某种角度上来说，GIS开发只是计算机编程技术在该领域的具体表现。

## 附註
1. ↑  朱翔，刘新民 (编). . 长沙: 湖南教育出版社. 2020.7 [2019.7]. ISBN 978-7-5539-4784-6.
2. ↑  汤国安等。《ArcGIS地理信息系统空间分析试验教程》。科学出版社。2006。ISBN 7-03-016904-2
3. ↑  空间分析研究进展 （页面存档备份，存于）。王劲峰

## 參看
- 開放地理空間協會
- 电子地图
- 農業非點源污染模式
- gvSIG
- QGIS
- BNA
- GDAL